# Lisa the Veterinarian
«Lisa the Veterinarian» (укр. «Ліса — ветеринарка») — п'ятнадцята серія двадцять сьомого сезону мультсеріалу «Сімпсони», прем'єра якої відбулась 6 березня 2016 року у США на телеканалі «Fox».

## Сюжет
Сімпсони відвідують критий аквапарк. Побачивши, що до однієї з головних атракцій дуже довга черга, Барт вирішує влаштувати витівку, оголосивши, що в басейнах кишить риба, яка може «підпливати до чоловічих причандалів», і єдиний засіб захисту — це валятися у снігу голяка. Витівка викликає величезну паніку, оскільки всі відвідувачі-чоловіки розбивають вікна і вибігають на вулицю, поки Барт насолоджується поїздкою.
Під час безладу в парк залізає єнот, і один зі співробітників стріляє у тварину з електрошоку. Ліса виконує СЛР рятує єнота, і, в результаті, її називають геройкою. Коли вона доводить свою відповідальність за тварин, міс Гувер покладає на неї обов'язок піклуватися про Ніблса, хом'яка класу на період весняних канікул. Розуміючи, що бути ветеринаркою — її нове покликання, вона добровольцем стажується у клініці доктора Лайонела Баджі.
Тим часом Мардж застрягає в дорожньому заторі, оскільки команда з прибирання не може дістатися до місця дорожньо-транспортної пригоди (також через затор). шеф Віґґам переконує Мардж прибрати місце злочину, і вона робить це надзвичайно добре. Віґґам також запрошує Мардж провести чистку інших місць злочину, щоб підзаробити. Вона заробляє достатньо грошей на новий вентилятор та поліцейську знижку на засоби для чищення, але врешті-решт розчленовані тіла та кров від очищення роздутого трупа врешті решт, травмують її.
Ліса настільки в захваті від порятунку тварин, що вона стала більш необізнаною щодо інших. Тоді Барт вирішує нагадати їй, що вона була настільки зайнята піклуванням про чужих домашніх тварин, що забула про власного домашнього улюбленця — Ніблса. Він вкрай пригнічений і хворий, і доктор Баджі каже, що єдиним рішенням буде хірургічне втручання на серці. Однак, Ніблз гине вже за кілька секунд після операції. Це надзвичайно засумучує дівчинку, оскільки технічно вона вбила тварину, нехтуючи нею.
Вдома Гомеру дзвонить Барт і доктор Баджі, повідомляє йому про ситуацію Ліси. Він розуміє, що зі психологічно мертвою Мадж, чи без, але повинен заспокоїти доньку. Почувши про це, у Мардж знову з'являються емоції. Мардж приходить до клініки, і вона обіймає Лісу, плачучи.
У фінальній сцені Ліса виголошує панегірик на похоронах Ніблса у школі та відтворює відеомеморіал із кліпами з минулих серій за його участі.

## Виробництво
Було вирізано ґеґ, де бездомний дивився у відображення вітрини магазину, де він розповідав про арахісове масло

## Культурні відсилання і цікаві факти
- Назва серії — відсилання до 5 серії 7 сезону «Сімпсонів» «Lisa the Vegetarian» (також про Лісу).
- Серед серій за участі Ніблса є серія 12 сезону «Skinner's Sense of Snow» (директор Скіннер відправляє хом'яка по допомогу) і «She of Little Faith» (Ніблс «летів» у космос на ракеті Барта).

## Ставлення критиків і глядачів
Під час прем'єри серію переглянули 3,09 млн осіб з рейтингом 1.3, що зробило її найпопулярнішим шоу на каналі «Fox» тієї ночі.
Денніс Перкінс з «The A.V. Club» дав серії оцінку B-, сказавши:
|  | Ліса і Мардж відповідальні за сім'ю Сімпсонів, тому серія про те, як вони обоє втрачають з поля зору свої зобов’язання, має певний сенс… Епізод теж розумний і хитромудрий, але насправді не особливо смішний… Ми бачили, як Мардж і Ліса мають прозріння, що їхні індивідуальні нав'язливі ідеї та сліпі плями можуть підвести людей, які їм не байдужі, і це одні з найбільш вражаючих моментів у довгій історії шоу — і є одними з найсмішніших одночасно… Можливо, буде несправедливо карати «Lisa the Veterinarian» за те, що вона не досягла високих рівнів, але, особливо в сезоні, який мав кілька найбільш перспективних епізодів «Сімпсонів» за останні роки, це також знак поваги. Якщо всі елементи все ще на місці, то серіал в будь-який час може показати якісну серію. |

Згідно з голосуванням на сайті The NoHomers Club більшість фанатів оцінили серію на 4/5 із середньою оцінкою 3,32/5.